# Крон, Стюарт
Стюарт Крон (англ. Stuart Krohn, родился 9 ноября 1962 года в Дареме, Северная Каролина) — американский и гонконгский профессиональный регбист, выступавший на позиции фланкера и лока. В 1986 году Крон стал всеамериканским чемпионом в составе регбийной команды Калифорнийского университета в Санта-Барбаре; на протяжении восьми лет выступал за гонконгский клуб «Вэлли», с которым становился всё это время чемпионом страны. В 1993 и 1997 годах выступал за сборную Гонконга по регби-7 на чемпионатах мира. В составе сборной США выступал на Маккабиадах 1993 и 1997, став соответственно серебряным призёром и чемпионом по регби в рамках Маккабиад. Позже стал известен как успешный регбийный тренер.

## Биография
Родился в Дареме (штат Северная Каролина). Жена — Кадзуки, есть дочь Сакура.
Крон занялся регби в 1980 году, будучи студентом Колорадского университета в Боулдере и играя за команду «Колорадо Баффалоз». Затем он перевёлся в Калифорнийский университет в Санта-Барбаре, став игроком клуба «Санта-Барбара Гранионс». На третьем году обучения Крон уехал во Францию, где некоторое время также играл: в 1983/1984 годах выступал в составе клуба «Кроненбур», а через год в сезоне 1984/1985 выиграл чемпионат Франции с клубом «Тулуза», ради чего взял академический отпуск. По возвращении из Франции стал играющим тренером команды университета в Санта-Барбаре и стал всеамериканским чемпионом в 1986 году; в том же году отметился выступлением за команду «Пасифик Кост Гриззлис». В 1987 году окончил университет, получив степень бакалавра истории.
По окончании университета Крон уехал в Новую Зеландию, где два года выступал за команду «Норт-Шор» из региона Норт-Харбор, также играя за вторую сборную этого региона и за команду региона по регби-7. Позже он уехал в Дурбан, где играл за команду колледжа Роверс два года и выиграл с ней в 1992 и 1993 годах чемпионаты провинции Наталь. С 1990 по 1998 годы выступал за гонконгский клуб «Вэлли», выиграв с ним восемь чемпионатов Гонконга подряд и сыграв более 100 матчей.
26 сентября 1992 года Крон провёл официальный дебютный матч за сборную Гонконга по регби-15, выйдя на поле в игре против Японии в Сеуле. В том же году он вошёл в состав на ежегодный турнир в Гонконге по регби-7, завоевав с командой Тарелку. Через год он выходил с командой как капитан на матчи первого в истории чемпионата мира по регби-7, прошедшего в Эдинбурге, а в 1997 году сыграл и на втором своём чемпионате мира, прошедшем в Гонконге. 29 июня 1997 года он сыграл последнюю игру за сборную Гонконга по регби-15 и снова против японцев, но в Токио. Всего в активе Крона было 16 игр за сборную Гонконга по регби-15 и 25 набранных очков.
По возвращении в США Крон окончил магистратуру Дартмутского колледжа по специальности «письменное творчество», совмещая учёбу с обязанностями главного тренера команды колледжа по регби в 1998—1999 годах. В 1993 году Кроном была основана и начала работу программа развития регби среди молодёжи в Южном Лос-Анджелесе как часть Образовательного фонда Внутреннего города (англ. Inner City Education Foundation). В 1999—2009 годах Крон возглавлял клуб «Санта-Моника», с которым в 2005 и 2006 годах выиграл Первый дивизион чемпионата США; в 2001—2005 годах — наставник клуба «Саутерн Калифорния Гриффинс»
Помимо всего прочего, в 1993 году Крон в составе сборной США принял участие в турнире Маккабиады (Маккабианских игр), став серебряным призёром, а в 1997 году уже стал чемпионом игр. В 2005 году он руководил сборной США на турнире, завоевав с ней серебряные медали.

## Зал славы
В 2014 году включён в Еврейский спортивный зал славы Южной Калифорнии, в 2015 году — в зал славы Регбийного союза Гонконга. В 2018 году включён в Регбийный зал славы США Маккаби.